# Construccions del Pla de les Gates
Les Construccions del Pla de les Gates és una obra de Roses (Alt Empordà) protegida com a Bé Cultural d'Interès Local.

## Descripció
Restes de diverses construccions situades al pla de les Gates, al sector de llevant d'aquesta esplanada, en un punt en el qual el terreny fa un pendent lleu. S'hi observen dues edificacions separades entre si uns 50m. La que està situada a tramuntana presenta un espai de planta rectangular d'uns 12 m2 i unes altres parets localitzades al costat sud que configuren tres àmbits més de dimensions més reduïdes. El primer edifici conserva gran part de les quatre parets construïdes amb pedres de pissarra de mides molt diferents disposades de manera poc acurada sense formar filades. Els paraments tampoc no presenten una línia a plom. La resta de les estructures murals tenen unes característiques constructives similars, però de gruix menor. S'observa com en algun sector les parets han estat reconstruïdes modernament amb un sistema poc ortodox: amb caixes de plàstic, plenes de pedres, apilonades.
En direcció S-E hi ha una altra construcció. En aquest cas és un únic edifici de planta rectangular construït de la mateixa manera. Les parets no conserven més d'uns 60-70 cm d'alçària. Presenta una compartimentació interior en dos àmbits.
L'estat de conservació és força dolent. Les estructures estan molt degradades, envoltades d'enderrocs, i amb restes d'intervencions modernes molt desafortunades.

## Història
Aquests edificis estarien en relació amb una ocupació molt concreta (lloc de confinament de malalts contagiosos) que ha determinat toponímicament el paisatge.
La tradició popular explica que en aquests edificis eren confinats els malalts de pesta per allunyar-los de la població i evitar-ne els contagis. Per això, potser serien contemporanis a l'epidèmia de l'any 1348, any de la Pesta Negra. També hi ha notícies de les greus conseqüències sofertes er la vila de Roses a causa de la pesta de l'any 1588.
El nom popular amb el qual són conegudes aquestes construccions, barraques de la pesta, estaria en relació amb el nom de la riera que neix en aquesta zona: la riera de la Quarentena. Un altre nom associat a aquest lloc és construccions de la Puda.